# Forte de Santa Catarina (Santa Cruz da Graciosa)

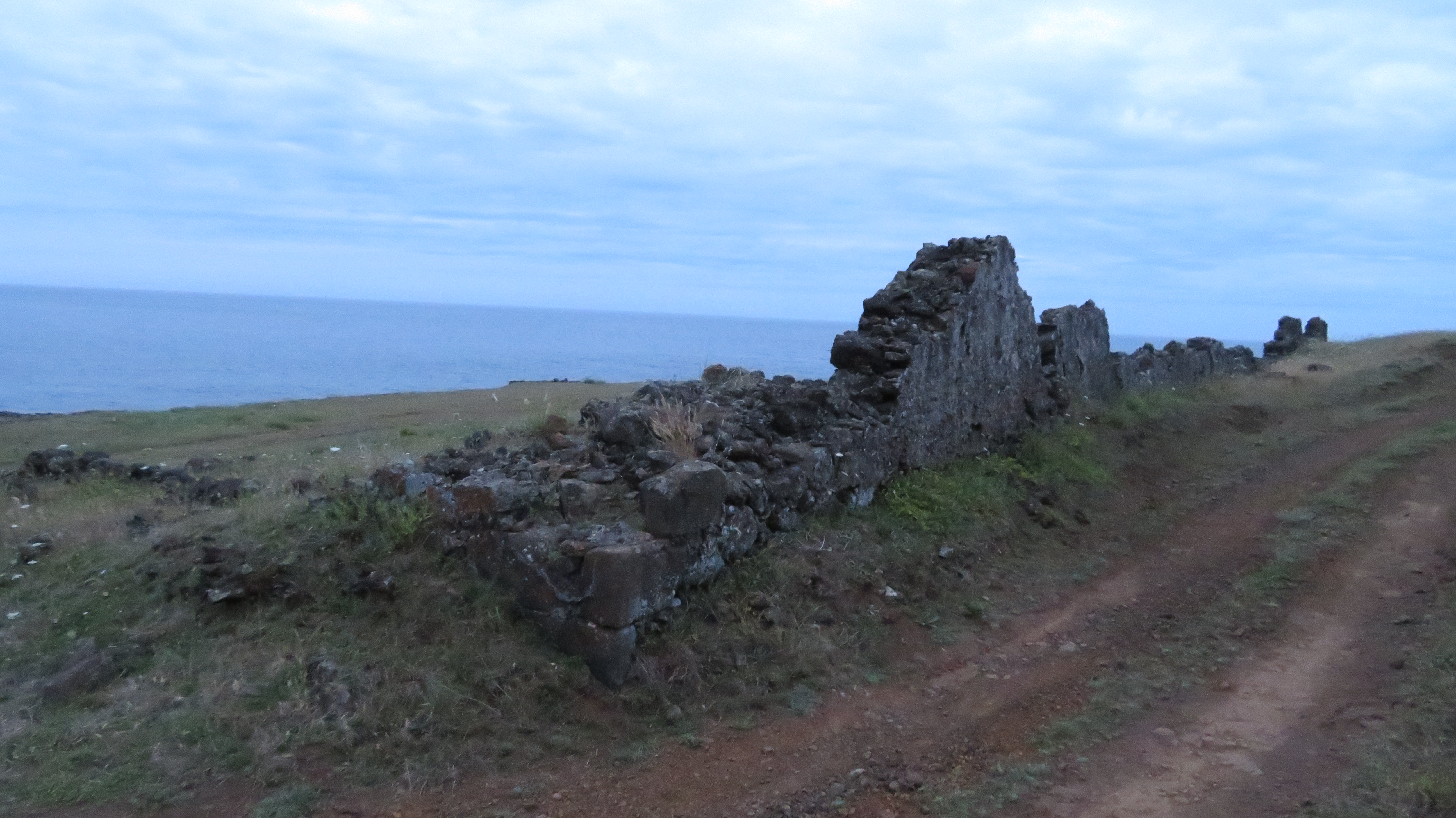
Ruínas do Forte de Santa Cataraina

O Forte de Santa Catarina localizava-se na atual ponta do Forte de Santa Catarina, freguesia de Santa Cruz, concelho de Santa Cruz da Graciosa, na ilha Graciosa, nos Açores.
Em posição dominante sobre este trecho do litoral, constituiu-se em uma fortificação destinada à defesa do acesso às Fontainhas contra os ataques de piratas e corsários, outrora frequentes nesta região do oceano Atlântico.

## História
No contexto da Guerra da Sucessão Espanhola (1702-1714) encontra-se referido como "O Reduto de Santa Catharina." na relação "Fortificações nos Açores existentes em 1710".
Pode ser um dos dois fortes referidos na vila de Santa Cruz em 1738:
"(...) ajunto do porto barra aonde entram navios pequenos e fora da barra podem emquorar os navios que quizerem de alto bordo e 30 e 40 brasas de fundo, tem dois fortes com artilharia nas duas pontas do dito porto da barra e perto do portam [da vila] tem artilharia que se fecha o dito portam no veram (...)."
SOUSA (1995), em 1822, ao descrever o porto de Santa Cruz refere: "(...) O seu Porto é perigoso e sofrivelmente defendido por um pequeno castelo, guarnecido por um Batalhão de Milícias Nacional, que toma o nome da ilha.".
A "Relação" do marechal de campo Barão de Bastos em 1862, assinala que "Tem duas cazas abatidas." e indica que se encontra entre os fortes na ilha "Incapazes desde muitos annos."
Encontra-se relacionado no "Catálogo provisório" em 1884, que refere: "O maior e mais bem construido da ilha, a 300,0m do [Forte] da Barra. Deve quanto antes ser arrendado e fechado."
Atualmente encontra-se em ruínas.